# Semidalis rectangula
Semidalis rectangula là một loài côn trùng trong họ Coniopterygidae thuộc bộ Neuroptera. Loài này được C.-k. Yang & Z.-q. Liu miêu tả năm 1994.